# Anastatus floridanus
Anastatus floridanus är en stekelart som beskrevs av Roth och Willis 1954. Anastatus floridanus ingår i släktet Anastatus och familjen hoppglanssteklar.
Artens utbredningsområde är Bahamas. Inga underarter finns listade i Catalogue of Life.